# Ambroise Rendu (pédagogue)
Pour les articles homonymes, voir Ambroise Rendu et Rendu (homonymie).
Ambroise Rendu, né à Paris le 25 octobre 1778 et mort à Paris le 12 mars 1860, est un administrateur, pédagogue et traducteur français.

## Biographie
Fils d'un notaire au Châtelet de Paris originaire du Beauvaisis, il naît au sein d'un milieu aisé et cultivé marqué par la tradition janséniste. Ambroise Rendu se fait d'abord connaître en 1796 en se faisant renvoyer, ainsi que son frère Athanase (futur procureur général près la Cour des Comptes, créé baron sous la Restauration), et leurs amis François et Philibert Guéneau de Mussy, de l'École polytechnique, nouvellement créée, pour avoir refusé de prêter le serment de haine à la royauté. Il poursuit ses études au Collège des Quatre-Nations, où il devient l'élève et l'ami du poète Louis de Fontanes. Par l'intermédiaire de celui-ci, il entre dans le cercle littéraire de Chateaubriand pendant le Consulat. C'est peu après qu'il épouse Louise Thérèse Gardeur-Lebrun (1783-1850), fille de Pierre Gardeur-Lebrun, futur inspecteur général des Ponts et Chaussées.
En 1808, Louis de Fontanes, devenu grand maître de l'Université et chargé par Napoléon Ier de réorganiser l'enseignement après la Révolution, appelle Ambroise Rendu et Philibert Guéneau de Mussy à ses côtés pour l'aider dans sa tâche. Ambroise Rendu entame alors une longue carrière dans l'administration de l'Instruction publique, qu'il poursuit jusqu'en 1850. Il est pendant un grand nombre d'années inspecteur général de l'Université et entre en 1820 au Conseil royal de l'Instruction publique, où il siégera pendant trente-et-un ans. C'est à lui que les Frères des écoles chrétiennes doivent d'avoir été autorisés à enseigner en France au XIXe siècle.
Ambroise Rendu est l'auteur de nombreux ouvrages pédagogiques. Il était un des meilleurs hébraïsants français de son époque et on lui doit aussi une traduction des psaumes. 
Ambroise Rendu est le père d'Ambroise Rendu (1820-1864), avocat au Conseil d'État et à la Cour de cassation, et d'Eugène Rendu (1824-1902), inspecteur général de l'instruction primaire, député de Seine-et-Oise. Il est l'oncle de l'agronome Victor Rendu, le grand-oncle du médecin Henri Rendu et de l'archiviste Armand Rendu. La rue Ambroise-Rendu, dans le 19e arrondissement de Paris, perpétue la mémoire de son petit-fils, Ambroise Rendu (1847-1934), conseiller municipal de Paris, qui fut très actif dans le domaine du logement social. Illustrée également par Ambroise Rendu (1874-1973), fils du précédent, qui fut député de la Haute-Garonne (1919-1924), vice-président de la Société des agriculteurs de France et mainteneur de l'Académie des Jeux floraux de Toulouse, la branche aînée de sa descendance, représentée notamment par le journaliste Marc Ambroise-Rendu, obtint en 1957, du Conseil d'État, le changement de son nom en Ambroise-Rendu. L'une des petites-filles d'Ambroise Rendu, Marie-Hélène Pettit (1837-1918), épousa le peintre Jean-Pierre Alexandre Antigna. Une autre, Marie-Thérèse Rendu (1851-1876), fut la première épouse du financier Octave Homberg.

## Principales publications
- Système de l'Université de France, ou Plan d'une éducation nationale, essentiellement monarchique et religieuse, formant le second supplément aux Observations sur le Discours de M. de Saint-Romain, concernant l'instruction publique et l'éducation (1816)
- Essai sur l'instruction publique, et particulièrement sur l'instruction primaire (3 volumes, 1819)
- De l'Instruction publique, et particulièrement des écoles chrétiennes, modèle de tous les perfectionnements actuels de l'instruction primaire (1819)
- Code universitaire, ou Lois et statuts de l'Université royale de France recueillis et mis en ordre par M. Ambroise Rendu (1827)
- Traité de morale à l'usage des écoles primaires (1834)
- Considérations sur les écoles normales primaires de France (1838)
- De l'Instruction secondaire et spécialement des écoles secondaires ecclésiastiques, ou de l'Alliance naturelle du Clergé et de l'Université pour l'éducation de la jeunesse (1842)
- De l'Association en général et spécialement de l'association charitable des Frères des écoles chrétiennes (1845)
- De l'Université de France et de sa juridiction disciplinaire (1847)
- Cours de pédagogie, ou Principes d'éducation publique à l'usage des élèves des écoles normales et des instituteurs primaires Texte en ligne

Traductions
- Robinson dans son île, ou Abrégé des aventures de Robinson, à l'usage des écoles primaires (1846)
- Nouvelle traduction des Psaumes sur le texte hébreu (2 volumes, 1858)